# The Hater of Men
The Hater of Men er en amerikansk stumfilm fra 1917 af Charles Miller.

## Medvirkende
- Bessie Barriscale - Janice Salsbury
- Charles K. French - Phillips Hartley
- John Gilbert - Billy Williams